# Bertoaldo di Sassonia
Bertoaldo (... – 622) fu il duca dei Sassoni durante il regno dei re franchi Clotario II e suo figlio Dagoberto I, gli ultimi Merovingi esercitanti effettivamente il potere. Disprezzava la sovranità franca e si ribellò, ma venne sconfitto. La sua storia è raccontata nel Liber Historiae Francorum (727) e nelle Gesta Dagoberti (830 circa), entrambe fonti dalla parte dei re merovingi.

## Rivolta e la morte
Nel 622, poco dopo che Clotario aveva nominato Dagoberto re d'Austrasia, il regno franco che confinava con i sassoni, Bertoaldo si rivoltò e iniziò a marciare contro questo. Dagoberto attraversò il Reno e invase il territorio sassone per combattere. Nella battaglia successiva i Franchi furono sconfitti e Dagoberto ricevette un duro colpo al suo elmo, a causa del quale perse una parte dei suoi capelli tipicamente lunghi merovingi. Li recuperò e li inviò per mezzo di un armigero a suo padre, per chiedere la sua assistenza. Clotario, che all'epoca era nelle Ardenne, radunò un esercito per ascoltare la notizia e se ne andò quella stessa notte. I Franchi sotto Dagoberto si accamparono quindi sul fiume Weser di fronte all'esercito di Bertoaldo. Quando arrivò Clotario, i Franchi di Dagoberto applaudirono così forte che i Sassoni potevano sentire dall'altra parte del fiume. Bertoaldo, tuttavia, si rifiutò di credere che fosse arrivato Clotario e accusò i suoi uomini di codardia. Clotario successivamente guadò con il suo cavallo il fiume, dove incontrò il leader sassone. Dopo che il re si tolse l'elmo per rivelare i suoi lunghi capelli grigi, Bertoaldo schernì il sovrano franco dicendo: «Ritirati, perché se mi sconfiggi, la gente dirà solo che hai battuto il tuo schiavo Bertoaldo, mentre se vinco, diranno ovunque che il potente re dei Franchi è stato ucciso dal suo schiavo». Il re, in armatura completa, lo caricò e lo uccise in un singolo combattimento, tagliandogli persino la testa con l'ascia. I sassoni furono sconfitti nella battaglia che seguì. La loro terra fu saccheggiata e un gran numero di uomini adulti sassoni furono uccisi.

## Fonti storiche
L'episodio è brevemente descritto nella cronaca del X secolo di Regino di Prüm, che sbagliò la data (572):
Nell'869 Ildegario, vescovo di Meaux, compose la Vita Faronis episcopi Meldensis in cui affermò che una carmen publicum iuxta rusticitatem (una canzone popolare) che celebrava la vittoria dei Franchi su Bertoaldo era ancora cantata. Cita solo la prima e l'ultima riga:
[...].
Quando i messaggeri dei Sassoni arrivarono nella terra dei Franchi,
dove Faro era principe,
con l'istigazione di Dio passarono per la città di Meaux,
affinché non fossero uccisi dal re dei Franchi.»